# 토미 데이비슨

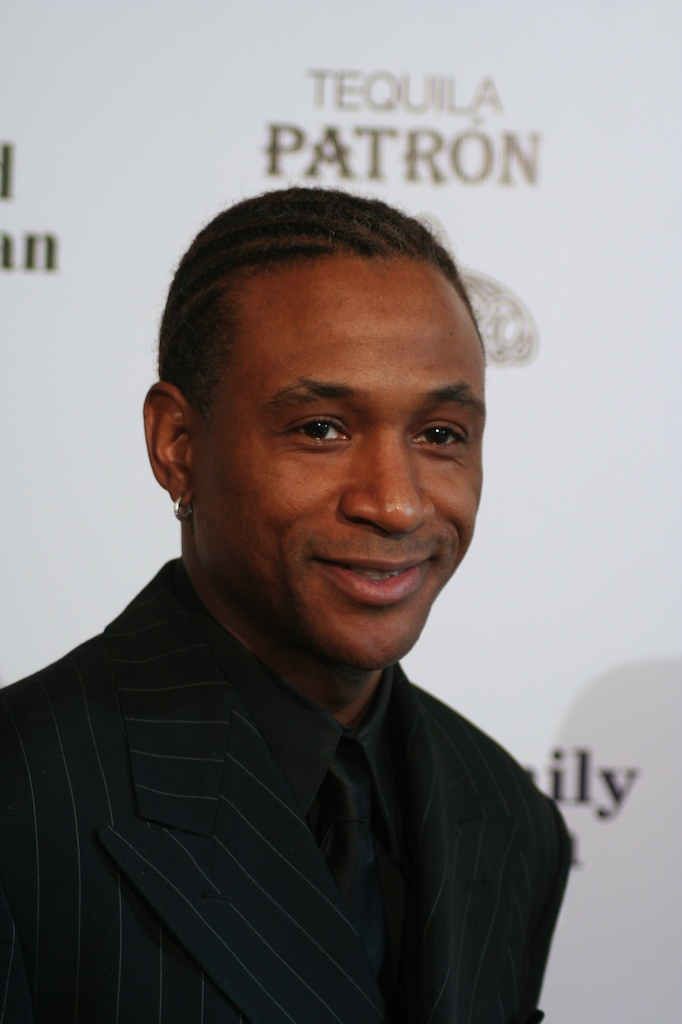

토미 데이비드슨(Tommy Davidson, 1963년 11월 10일 ~ )은 미국의 배우, 각본가이다.
워싱턴 D.C.에서 태어났다.

## 출연 작품
- 허리케인 샤크네이도 (2016년)
- 저스트 라이크 어스 (2010년)
- 블랙 다이너마이트 (2009년)
- 더 프라우드 패밀리 무비 (2005년)
- 펑키 멍키 (2004년)
- 카슨 데일리 쇼 (2002년)
- 스크림 팀 (2002년)
- 슈팅 히어로 주와나 (2002년)
- 산타 후 (2000년)
- 뱀부즐리드 (2000년)
- 장점과 단점 (1999년)
- 우 (1998년)
- 펄프 픽션 또 다른 이야기 (1997년)
- 더블 데이트 대소동 (1997년) - 루숀 역
- 에이스 벤츄라 2 (1995년)
- 엄밀한 일 (1991, Strictly Business)